# Hofmark Amselfing
Die Hofmark Amselfing war eine geschlossene Hofmark mit Sitz in Amselfing, heute ein Gemeindeteil von Aiterhofen im niederbayerischen Landkreis Straubing-Bogen.
Im Jahr 1334 verkauften Hartweich, Altman und Eberwein von Degenberg ihren Besitz in Amselfing an das Zisterzienserinnenkloster Seligenthal in Landshut. Dieses konnte 1346 die Hofmarksgerechtigkeit erlangen und gleichzeitig die Grundherrschaft am Ort erweitern. 
Die Hofmark war bei der Güterbeschreibung des Landgerichts Straubing aus dem Jahr 1599 dem Unteramt Salching unterstellt. Im Jahr 1752 bestand Amselfing aus elf Anwesen. Zur Hofmark gehörten auch der Rohrhof und Saulbach.
Bis zur Säkularisation in Bayern 1802/03 blieb die Hofmark Amselfing im Besitz des Klosters. Danach gingen dessen Güter an die Ludwig-Maximilians-Universität über, die damals ihren Sitz in Landshut hatte. 
Im Jahr 1808 wurden die Bewohner der einstigen Hofmark dem Landgericht Straubing unterstellt.